# باد فوريسهوفن
باد وريسهوفن (بالألمانية: Bad Wörishofen) هي بلدة، ، مدينة و بلدة ألمانية تقع في ألمانيا في شوابيا (منطقة إدارية).[بحاجة لمصدر] يقدر عدد سكانها بـ 13,984 نسمة .

## أعلام
- راينر فاسبيندر
- سيغفريد بارث
- سيباستيان كنيب